# Viña Delmar
Viña Delmar (New York, 29 januari 1903 – Los Angeles, 19 januari 1990) was een Amerikaans schrijfster en scenariste.

## Levensloop
Viña Delmar brak in 1928 door met de pikante roman Bad Girl, die tot de best verkochte boeken van dat jaar behoorde in de Verenigde Staten. Drie jaar later werd de roman verfilmd door Frank Borzage. In de jaren 30 en 40 was Delmar in Hollywood werkzaam als scenarioschrijfster. In 1938 werd ze voor de film The Awful Truth voor een Oscar genomineerd in de categorie beste bewerkte scenario.
Ze was getrouwd met Eugene Delmar. Haar zoon Gray Delmar was een regisseur, die in 1966 stierf bij een auto-ongeluk.

## Filmografie
- 1929: Dance Hall
- 1930: Playing Around
- 1930: A Soldier's Plaything
- 1931: Bad Girl
- 1932: Marido y mujer
- 1932: Uptown New York
- 1933: The Woman Accused
- 1933: Pick-up
- 1933: Chance at Heaven
- 1934: Sadie McKee
- 1935: Hands Across the Table
- 1935: Bad Boy
- 1936: King of Burlesque
- 1937: Make Way for Tomorrow
- 1937: The Awful Truth
- 1938: Letter of Introduction
- 1940: Manhattan Heartbeat
- 1942: The Great Man's Lady
- 1943: Hello, Frisco, Hello
- 1947: Cynthia
- 1954: About Mrs. Leslie